# ISO 12646
Die ISO 12646 (Drucktechnik – Bildschirme zur farbverbindlichen Darstellung von Bildinhalten – Parameter und Betrachtungsbedingungen) beschreibt so genannte Soft-Proofs, d. h. die Bedingungen, unter denen Bilder am Computer-Monitor betrachtet werden, die für den Druck vorgesehen sind und eine sehr genaue Vorhersage des Druckergebnisses am Monitorbild erfolgen kann. Die aktuelle Fassung von 2004 behandelt nur CRT-Monitore, eine Revision der Norm, die auch Flachbildschirme einbezieht, steht im Herbst 2005 kurz vor der Verabschiedung.
Die Norm regelt im Einzelnen unter anderem:
- Homogenität der Leuchtdichte über den ganzen Bildschirm
- maximale Leuchtdichte
- farbmetrische Genauigkeit (Delta E max. < 10, Delta E mittel < 5)
- Betrachtungswinkel und Seh-Kegel
- Oberflächenglanz des Monitors